# Nichelle Prince
Nichelle Patrice Prince (* 19. Februar 1995 in Ajax, Ontario) ist eine kanadische Fußballspielerin. Die Stürmerin spielt von 2017 bis 2023 für das Franchise der Houston Dash und seit 2013 für die kanadische Nationalmannschaft. Zur Saison 2024 wechselte sie zu Kansas City Current.

## Karriere

### Vereine
Nichelle Prince ist die Tochter eines in Jamaika geborenen Vaters und einer in den USA geborenen Mutter. Mit vier Jahren begann sie beim Ajax SC mit dem Fußballspielen. Von 2013 bis 2016 spielte Prince für die Ohio State Buckeyes der Ohio State University. Im Januar 2017 wurde sie beim College-Draft der NWSL in der dritten Runde an Position 28 vom Franchise der Houston Dash verpflichtet. Mit den Dash kam sie in der Punktspielrunde aber bisher nicht über den vierten Platz hinaus, konnte aber den NWSL Challenge Cup 2020 mit der Mannschaft gewinnen und 2022 die erste Runde der NWSL Championship Play-offs erreichen, die aber nach einer 1:2-Niederlage gegen Kansas City Current Endstation war.
Im Januar 2024 wechselte sie im Tausch mit Cece Kizer zu Kansas City Current.

### Nationalmannschaft

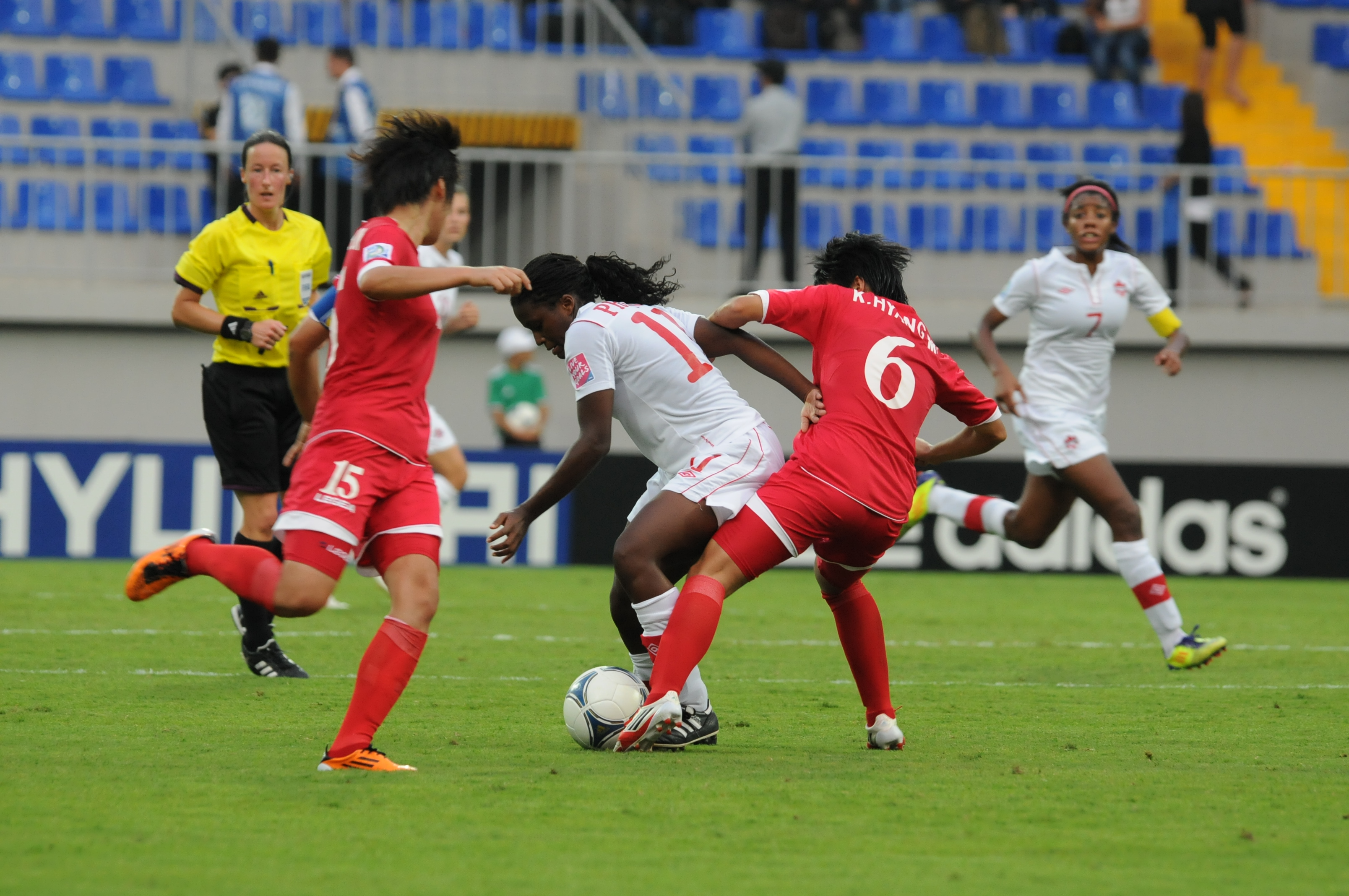
Prince bei der U-17-WM im Spiel gegen Nordkorea

Mit 15 Jahren wurde Prince in das kanadische Jugendprogramm aufgenommen, bestritt am 2. Mai 2012 im Rahmen der CONCACAF U-17-Meisterschaft ihr erstes Länderspiel für die kanadischen U-17-Juniorinnen und erzielte beim 6:0 gegen Panama in der 6. Minute das erste Tor. Die Kanadierinnen erreichten ungeschlagen das Finale, wozu Prince noch ein weiteres Tor gegen Jamaika besteuerte. Damit waren sie für die U-17-Weltmeisterschaft der Frauen 2012 qualifiziert. Das Finale gegen die USA verloren sie dann aber mit 0:1. Bei der WM blieb sie in der Gruppenphase zwar ohne Torerfolg, erreichte aber mit ihrer Mannschaft ungeschlagen als Gruppenzweite das Viertelfinale gegen Nordkorea. In diesem hielten sie bis zur 78. Minute das 0:0, kassierten dann aber zwei Tore. Ihr Anschlusstreffer in der Nachspielzeit kam zu spät.
Im Dezember 2012 erhielt Prince eine Einladung für ein Trainingscamp der A-Nationalmannschaft und nahm mit dieser im Januar 2013 am Vier-Nationen-Turnier 2013 in der Volksrepublik China teil, bei dem die Kanadierinnen Zweite wurden. Sie kam in den drei Spielen aber nur zu Kurzeinsätzen von insgesamt 25 Minuten, erzielte aber beim 1:3 gegen Südkorea eine Minute nach ihrer Einwechslung das Tor zum 1:3 und damit ihr erstes A-Länderspieltor. Danach musste sie 35 Monate auf ihren nächsten Einsatz in der A-Nationalmannschaft warten.
2014 nahm sie mit der U-20-Mannschaft an der U-20-Fußball-Weltmeisterschaft der Frauen 2014 in ihrer Heimat teil. Im ersten Spiel, einer 0:1-Niederlage gegen Ghana wurde sie erst in der 60. Minute eingewechselt, konnte dem Spiel aber auch keine Wende mehr geben. Im zweiten Spiel gegen Finnland stand sie dagegen in der Startelf. Die Kanadierinnen lagen diesmal bereits nach 21 Minuten mit 0:2 zurück, konnten dann aber in der zweiten Halbzeit das Spiel drehen und Prince sorgte in der 80. Minute für den 3:2-Sieg. Mit einem 1:0-Sieg gegen Nordkorea wurden sie dann aufgrund der besseren Tordifferenz gegenüber den Ghanaerinnen noch Gruppenzweite und erreichten das Viertelfinale. Hier trafen sie auf den späteren Weltmeister Deutschland und verloren mit 0:2, wobei sie bereits nach 16 Minuten ausgewechselt wurde.
Im Mai 2015 wurde sie zwar zu einem Trainingscamp der A-Nationalmannschaft zur Vorbereitung auf die Heim-WM eingeladen, für die WM dann aber nicht nominiert. Sie stand auch im vorläufigen Aufgebot der U-23-Mannschaft für die Panamerikanischen Spiele 2015, wurde dann aber letztlich nicht berücksichtigt.
Im Dezember 2015 wurde Prince dann wieder für die A-Nationalmannschaft nominiert und nahm am Vier-Nationen-Turnier in Brasilien teil, bei dem die Kanadierinnen Zweite wurden. Dabei erzielte sie im ersten Spiel gegen Mexiko in der Nachspielzeit der ersten Halbzeit das Tor zum 3:0-Endstand. Auch beim 4:0 gegen Trinidad & Tobago im zweiten Spiel, bei dem sie erst zur zweiten Halbzeit eingewechselt wurde, konnte sie ein Tor beitragen. In den beiden mit 1:2 und 1:3 gegen Brasilien verlorenen Spielen blieb sie dann ohne Torerfolg. Sie gehörte auch zum Kader für das Qualifikationsturnier für die Olympischen Sommerspiele 2016. Sie kam in zwei Gruppenspielen zum Einsatz und erzielte dabei beim 10:0 gegen Guatemala drei Tore. Beim 3:1 im Halbfinale gegen Costa Rica wurde sie erst in der 82. Minute eingewechselt und bereitete vier Minuten später das Tor zum 3:1-Endstand vor. Damit hatten sich die Kanadierinnen für die Olympischen Spiele 2016 in Rio de Janeiro qualifiziert. Das Finale gegen die USA verloren sie dann aber mit 0:2, wobei sie eine Minute nach dem zweiten Gegentor durch Rekordtorschützin und Rekordspielerin Christine Sinclair ersetzt wurde. Anfang März nahm sie am Algarve-Cup 2016 teil, den die Kanadierinnen gewannen. Allerdings kam sie nur zu zwei Kurzeinsätzen in den Gruppenspielen. Auch bei den darauf folgenden Freundschaftsspielen im April und Juni gegen die Niederlande und Brasilien kam sie nur zu Kurzeinsätzen.
Am 25. Juni wurde sie dann für den Kader für die Olympischen Spiele in Rio de Janeiro nominiert. Dort kam sie in den Gruppenspielen gegen Simbabwe und Deutschland sowie im Halbfinale gegen Deutschland zum Einsatz. Im März 2017 nahm sie mit Kanada erneut am Algarve-Cup teil. Die Kanadierinnen konnten aber im Finale gegen Spanien den Titel nicht verteidigen.
Beim CONCACAF Women’s Gold Cup 2018 erzielte sie im ersten Spiel gegen Jamaika beide Tore zum 2:0-Sieg. Ein weiteres Tor gelang ihr beim 3:1-Sieg im letzten Gruppenspiel gegen Costa Rica. Sie kam auch im Halbfinale, wo sich die Kanadierinnen durch ein 7:0 gegen Panama für die WM 2019 qualifizierten und im mit 0:2 gegen die USA verlorenen Finale zum Einsatz.
Am 25. Mai 2019 wurde sie für die WM 2019 nominiert. Sie kam in zwei Gruppen-Spielen der Kanadierinnen zum Einsatz und im mit 0:1 gegen den späteren Dritten Schweden verlorenen Achtelfinale zum Einsatz. Im Spiel gegen Neuseeland erzielte sie ihr erstes WM-Tor zum 2:0-Endstand.
Im Juni 2021 wurde sie für die wegen der COVID-19-Pandemie um ein Jahr verschobenen Olympischen Spiele nominiert. Bei den Spielen wurde sie in allen sechs Spielen eingesetzt, dabei stand sie lediglich im dritten Gruppenspiel gegen Großbritannien nicht in der Startelf, sondern wurde erst in der 54. Minute eingewechselt. Eine Minute nach ihrer Einwechselung brachte ihre Mitspielerin Adriana Leon ihre Mannschaft mit 1:0 in Führung, in der 85. Minute unterlief Prince aber ein Eigentor zum 1:1-Endstand, wodurch die Kanadierinnen den Gruppensieg verpassten. Als Gruppenzweite konnten sie sich aber im Viertelfinale im Elfmeterschießen gegen Brasilien durchsetzen. Prince stand da aber wie in den anderen Spielen nicht mehr auf dem Platz, da sie jeweils vorzeitig ausgewechselt wurde. Durch den Finalsieg per Elfmeterschießen gegen Schweden gewannen die Kanadierinnen erstmals die Goldmedaille.
Bei der CONCACAF W Championship 2022 kam sie in zwei der drei Gruppenspiele, dem Halbfinale und im Finale zum Einsatz, wurde aber jeweils ausgewechselt. Bereits mit dem Einzug ins Halbfinale qualifizierten sich die Kanadierinnen für die Fußball-Weltmeisterschaft der Frauen 2023 in Australien und Neuseeland. Im Finale verloren sie gegen die USA mit 0:1.
Am 9. Juli 2023 wurde sie für die WM 2023 nominiert, hatte im ersten der drei Spiele ihres Teams einen Kurzeinsatz und schied mit ihrer Mannschaft nach der Vorrunde aus.
Am 31. Juli 2024 bestritt sie beim olympischen Fußballturnier im letzten Gruppenspiel gegen Kolumbien ihr 100. Länderspiel. Durch den 1:0-Sieg qualifizierten sich die Kanadierinnen als Gruppensieger für das Viertelfinale, wo sie auf Deutschland trafen und nach 120 torlosen Minuten mit 2:4 im Elfmeterschießen verloren. Prince stand da aber schon nicht mehr auf dem Platz.

## Erfolge
mit Kanada
- Sieger Algarve-Cup: 2016 (ohne Finaleinsatz)
- Bronzemedaille bei den Olympischen Spielen 2016
- Olympische Spiele 2020: Goldmedaille

mit Houston Dash
- NWSL Challenge Cup Gewinner 2020